# Пјер Кири
Пјер Кири (фр. Pierre Curie; Париз, 15. мај 1859 — Париз, 19. април 1906) био је француски физичар и хемичар. Са братом Жаком 1880. године је открио пиезоелектрицитет, проучавао магнетске појаве, а 1898. године са супругом Маријом Кири-Склодовском радиоактивне елементе полонијум (Po) и радијум (Ra). 1903. године доказао да соли радијума спонтано ослобађају топлоту. Радови Пјера и Марије Кири доказали су да радиоактивност углавном не зависи од спољашњих услова. Са Маријом и Антоан-Анри Бекерелом добио Нобелову награду за физику 1903. године.

## Биографија
Родио се 15. маја 1859. године у Паризу. Његов отац Еужен Кири био је лекар а мати Софија-Клара Депули била је кћерка фабриканта. У детињству је био подучаван од стране приватног учитеља и већ са 16 година је положио матурски испит. Са 19 година је добио универзитетско образовање у физици. Могао је да предаје физику и хемију. Примио је рад на месту асистента у физикалној лабораторији. Он није одмах приступио докторату због недостатка новца. Уместо тога, радио је као лабораторијски инструктор. Док је Пјер Кири био додипломски студент, он је радио у лабораторији Жан-Густав Бурбоза на Природно-математичком факултету. Године 1895, докторирао је на Универзитету у Паризу у Француској. Материјал за докторат састојао се од његовог истраживања магнетизма. Након доктората постао је професор физике, а 1900. године професор на научном факултету.
Године 1880. Пјер и његов старији брат Пол-Жак (1856–1941) су демонстрирали да се при компресији кристала ствара електрични потенцијал, односно пиезоелектрицитет. Да би унапредили свој рад, изумели су пиезоелектрични кварцни електрометар. Следеће године су показали обрнути ефекат: да се кристали могу деформисати када су изложени електричном пољу. Скоро сва дигитална електронска кола се сада ослањају на ово у облику кристалних осцилатора. У каснијим радовима на магнетизму Пјер Кири је дефинисао Киријеву скалу. Овај посао је такође укључивао деликатну опрему – ваге, електрометре, итд.
У години 1895. је добио титулу доктора и био је именован на место професора физике. Те исте године оженио се са Маријом Склодовском кћерком учитеља средње школе у Варшави. Године 1900, добио је место професора на факултету природних наука. Краљевско друштво у Лондону га је 1903. године наградило медаљом коју је добио скупа са својом супругом а 1905. године је постао члан Француске академије наука. Дана 19. априла 1906. године ујутро када је журио на свој посао у париску лабораторију доживео је приликом преласка улице саобраћајну несрећу и смртно рањен преминуо је на лицу места. По супружницима Кири био је именован curium, елеменат са атомским бројем 96 и јединица радиоактивности 1 кири која је дефинисана као број распада за 1 секунду 1 грама чистог радија. Данас је ова јединица замењена јединицом 1 бекерела

## Научни рад
У почетку се посвећивао студирању симетричних кристала и 1880. године је открио са својим братом Пол Жак Киријем пиезоелектричну појаву. После тога је своју пажњу окренуо ка магнетизму. Доказао је да се магнетске особине датог материјала мењају приликом одређене топлоте- ова топлота се сада назива Киријева топлота.
Пре својих чувених докторских студија о магнетизму, дизајнирао је и усавршио изузетно осетљиву торзиону вагу за мерење магнетних коефицијената. Варијације ове опреме најчешће су користили будући радници у тој области. Пјер Кири је проучавао феромагнетизам, парамагнетизам и дијамагнетизам за своју докторску тезу и открио утицај температуре на парамагнетизам који је сада познат као Киријев закон. Материјална константа у Киријевом закону позната је као Киријева константа. Такође је открио да феромагнетне супстанце показују критичну температурну транзицију, изнад које су супстанце губиле своје феромагнетно понашање. Ово је сада познато као Киријева температура. Киријева температура се користи за проучавање тектонике плоча, лечење хипотермије, мерење кофеина и разумевање ванземаљских магнетних поља. Кири је мерна јединица која се користи за описивање интензитета узорка радиоактивног материјала и названа је по Марији и Пјеру Кирију.
Пјер Кири је формулисао оно што је сада познато као Принцип Киријеве дисиметрије: физички ефекат не може имати дисиметрију која је одсутна у његовом ефикасном узроку. На пример, насумична мешавина песка у нултој гравитацији нема дисиметрију (изотропна је). Увеђењем гравитационог поља настаје дисиметрија због правца поља. Тада се зрна песка могу 'само-сортирати' са повећањем густине са дубином. Али овај нови распоред, са усмереним распоредом зрна песка, заправо одражава дисиметрију гравитационог поља које изазива раздвајање.
Проучавање радиоактивних материјала је вршио са својом супругом. Своја открића су изводили у неповољним условима и нису имали довољно лабораторијске опреме и уређаја. 1898. године објавили су проналазак радијума и полонијума, које су добили из уранијума. Касније су изучавали радијум и његов радиоактивни распад. Њихов рад је створио основу за изучавање у атомској физици и хемији. Заједнички су 1903. године одликовани Нобеловом наградом за физику за проучавање радиоактивног зрачења, које је открио Антоан-Анри Бекерел и који је скупа са њима добио Нобелову награду.
Кири је радио са својом женом на изолацији полонијума и радијума. Они су први употребили термин „радиоактивност”, и били су пионири у проучавању те појаве. Њихов рад, укључујући прослављени докторски рад Марије Кири, користио је осетљиви пиезоелектрични електрометар који су конструисали Пјер и његов брат Жак Кири. Публикација Пјера Кирија од 26. децембра 1898. са његовом супругом и М. Г. Бемонт о њиховом открићу радијума и полонијума награђена је наградом Цитат за хемијски продор Одељења за историју хемије Америчког хемијског друштва урученој ESPCI ParisTech (званично École supérieure de physique et de Chimie industrielles de la Ville de Paris) 2015. године. Године 1903, да би одало почаст раду породице Кири, Лондонско краљевско друштво је позвало Пјера да представи њихово истраживање. Марији Кири није било дозвољено да држи предавање, те је лорд Келвин седео поред ње док је Пјер говорио о њиховом истраживању. После овога, Лорд Келвин је одржао ручак за Пјера. Док су били у Лондону, Пјер и Марија су награђени Дејвијевом медаљом Краљевског друштва у Лондону. Исте године, Пјер и Марија Кири, као и Анри Бекерел, добили су Нобелову награду за физику за своја истраживања радиоактивности.
Кири и један од његових ученика, Алберт Лаборд, направили су прво откриће нуклеарне енергије, идентификујући континуирану емисију топлоте из честица радијума. Кири је такође истраживао емисије зрачења радиоактивних супстанци и помоћу магнетних поља успео да покаже да су неке емисије позитивно наелектрисане, неке негативне, а неке неутралне. Они одговарају алфа, бета и гама зрачењу.